# Стрежевой
Стрежево́й — город на крайнем северо-западе Томской области России, образует городской округ Стрежевой как единственный населённый пункт в его составе и является городом областного подчинения.
Население — 39 169 человек (2021). Основан в 1966 году на реке Пасол (приток Оби).

## Физико-географическая характеристика
Стрежевой расположен в 635 км к северо-западу от Томска. Окружён территорией Александровского района; при этом на крайнем северо-западе территория городского округа Стрежевой граничит с Нижневартовским районом Ханты-Мансийского автономного округа — Югры.
Город расположен в зоне северной тайги и болот, на берегу правой протоки реки Оби — реки Пасол (в переводе с хантыйского — «протока»).
С конца мая по август длится период белых ночей.
Климат
По природно-климатическим условиям Стрежевой приравнен к местностям Крайнего Севера. Климат резко континентальный с продолжительной зимой и коротким летом; согласно классификации климатов Кёппена — субарктический (индекс Dfc). Средняя температура воздуха за год — −2,5 °C. Абсолютная минимальная температура воздуха — −62 °C, абсолютная максимальная температура — +40 °C. Средняя температура июля — +17,9 °C, средняя температура января — −25,7 °C. Число дней со снежным покровом — 195, высота снежного покрова — 60—80 см. Первый снег выпадает в октябре и окончательно оттаивает в апреле. Продолжительность безморозного периода в городе — 83—89 дней. Продолжительность отопительного сезона — 250—260 дней. Годовое количество осадков на территории колеблется от 425 мм до 679 мм при норме 510 мм, из них на теплый период года приходится 347 мм, на холодный период — 243 мм.
Характерной особенностью климата Стрежевого и его окрестностей являются резкие перепады атмосферного давления и температуры воздуха. Суточный перепад давления может доходить до 10 мм рт. ст. Суточный перепад температуры может составлять до 20—25 °C. Повторяемость погоды, благоприятной для человека, составляет менее 73 дней (20 %) в году, число дней с суровой погодой в дневные часы — от 60 до 100. Территория располагается в зоне ультрафиолетовой недостаточности более 4 месяцев в году.
| Показатель                    | Янв.  | Фев.  | Март  | Апр.  | Май  | Июнь | Июль | Авг. | Сен. | Окт. | Нояб. | Дек.  | Год  |
| ----------------------------- | ----- | ----- | ----- | ----- | ---- | ---- | ---- | ---- | ---- | ---- | ----- | ----- | ---- |
| Средний суточный максимум, °C | −16,9 | −15,4 | −5,3  | 2,8   | 11,2 | 19,7 | 23,4 | 19,1 | 12,8 | 1,6  | −8,6  | −14,2 | 2,5  |
| Средняя температура, °C       | −22,7 | −21,7 | −13,4 | −7,8  | 8,6  | 14,1 | 17,9 | 14,0 | 8,3  | −2,7 | −15,7 | −20,8 | −2,5 |
| Средний суточный минимум, °C  | −29,4 | −27,9 | −18,5 | −10,3 | −2,1 | 8,6  | 12,5 | 8,9  | 3,8  | −4,9 | −16,8 | −29,4 | −7,4 |
| Норма осадков, мм             | 22    | 17    | 16    | 27    | 42   | 77   | 71   | 77   | 55   | 45   | 35    | 26    | 510  |
| Источник: КЛИМАТ: Стрежевой   |       |       |       |       |      |      |      |      |      |      |       |       |      |

## История
Город унаследовал название от располагавшейся в этой местности рыбацкой деревни Стрежевое. Название производно от русского диалектного стреж, стрежень — «крутой берег реки», «русло, быстрина, протока, стремнина».
В 1931 году (по другим данным, в 1932 году) спецпереселенцами была основана деревня.
Стимулом к развитию этой территории стало открытие на севере Томской области месторождений нефти. 13 января 1966 года приказом «Главтюменьнефтегаза» было создано нефтепромысловое управление «Томскнефть». Летом того же года для освоения первого в области нефтяного месторождения рядом со спецпереселенческой деревней Стрежевой развернулось строительство посёлка для нефтедобытчиков. Посёлок нефтяников был основан 23 июля на берегу реки Пасол. Руководил строительством главный инженер и одновременно и. о. начальника «Томскнефти» Н. Ф. Мержа. Официальной датой основания города считается 1 сентября 1966 года — день добычи первой тонны нефти. В сентябре 1966 года в газете «Правда» писали о строительства на «нефтяной целине» города Стрежевой.
16 января 1967 года исполком Томского областного Совета депутатов трудящихся отнёс село Стрежевое Александровского района к категории рабочих посёлков с присвоением ему наименования Стрежевой.
В конце 1960-х годов Стрежевой был объявлен Всесоюзной ударной комсомольской стройкой. В 1969 году на освоение целины приехал студенческий строительный отряд боевая комсомольская дружина «Север» Казанского авиационного института.
В посёлке жили нефтяники, обслуживавшие вахтовым методом буровые установки Соснинско-Советского месторождения нефти.
К 1975 году построили аэропорт «Стрежевой».
5 апреля 1978 года указом Президиума Верховного Совета РСФСР рабочий посёлок Стрежевой преобразован в город областного подчинения.
В 1981 году основан краеведческий музей.
С 2004 года — городской округ.
Ещё ранее на территории нынешнего города были поселения восточных хантов.

## Население
| 1959    | 1967    | 1970    | 1971    | 1973    | 1976    | 1979    | 1986    | 1989    |
| ------- | ------- | ------- | ------- | ------- | ------- | ------- | ------- | ------- |
| 800     | ↗1919   | ↗8441   | ↗10 845 | ↗14 480 | ↗17 200 | ↗23 121 | ↗37 600 | ↗43 348 |
| 1996    | 1998    | 2000    | 2001    | 2002    | 2005    | 2006    | 2007    | 2008    |
| ↗44 100 | ↗44 600 | ↘42 900 | ↗43 000 | ↗43 815 | ↗44 200 | ↗44 300 | →44 300 | ↗44 400 |
| 2009    | 2010    | 2011    | 2012    | 2013    | 2014    | 2015    | 2016    | 2017    |
| ↗44 693 | ↘42 219 | ↘42 200 | ↘41 899 | ↘41 688 | ↘41 553 | ↗41 743 | ↗41 956 | ↘41 733 |
| 2018    | 2019    | 2020    | 2021    |         |         |         |         |         |
| ↘41 475 | ↘41 230 | ↘40 830 | ↘39 169 |         |         |         |         |         |

На 1 января 2025 года по численности населения город находился на 406-м месте из 1124 городов Российской Федерации.
Национальный состав
В Стрежевом проживают русские, украинцы, татары, башкиры, азербайджанцы, казахи, немцы, чеченцы. Из коренных народов Севера проживают ханты, манси и селькупы.

## Местное самоуправление
Структуру органов местного самоуправления города в форме городского округа составляют:
- Дума городского округа Стрежевой — представительный орган муниципального образования;
- Мэр городского округа Стрежевой — глава муниципального образования;
- Администрация городского округа Стрежевой — местная администрация (исполнительно-распорядительный орган муниципального образования);
- Ревизионная комиссия городского округа Стрежевой — контрольно-счётный орган муниципального образования.

Главой (мэром) городского округа является Дениченко Валерий Валериевич. Валерий Харахорин покинул пост мэра Стрежевого в сентябре 2021 года, когда стал депутатом облдумы.
Председателем Думы городского округа является Гришко Нина Алексеевна.

## Территориальное деление
В городе имеется 10 микрорайонов (1, 2, 3, 4А, 4Б, 5, 6 (3ГГ), 7, 9, 13, Новый) и посёлок Дорожников, планируется строительство 8-го микрорайона.
Список улиц:
- Центр города: Строителей, Мира, Ермакова, Буровиков, Коммунальная, Молодёжная, Комсомольская, Кедровая, Северо-Восточный проезд, проспект Нефтяников, площади Победы, Нефтяников, Школьная.
- Микрорайон «Новый»: Викулова, Северная, Новая, Выходцева, Осенняя, Рабочая, Речная, Береговая, Колтогорская, Южный переулок.
- Посёлок Дорожников: Вахская, Энтузиастов, Снежная, Таёжная, Зелёная.

## Экономика

### Промышленность
Стрежевой — город нефтяников, работающих в компании АО «Томскнефть». Центр добычи нефти и газа Советско-Соснинского месторождения. Нефтепровод на Анжеро-Судженск, газопровод на Кузбасс. Существует ряд предприятий:
- ООО «Энергонефть-Томск»;
- ООО «Нефтепромремонт»;
- ООО «СибПромСтрой»;
- ООО «Стрежевской нефтеперерабатывающий завод»;
- ООО «МНУ»;
- ООО «Аутсорсинг»;
- ООО ЧОП «Крон»;
- ОП «Новомет-Стрежевой»;
- ООО «АвтоСоюз»;
- ПАО «Транснефть — Сибирь»;
- Филиал ООО «РН-Сервис»;
- Филиал ООО «РН-Транспорт»;
- Филиал ООО «Альянс-Энерджи»;

Также здесь развита сельскохозяйственная отрасль — коллективное фермерское хозяйство ИП Бойченко А. А., занимающееся производством и реализацией мясомолочных продуктов. В связи с наличием тесных связей в области транспорта, торговли, общих рынков труда и недвижимости разрабатывается проект вхождения Стрежевого в Нижневартовскую агломерацию ХМАО.

## Транспорт
Транспортная инфраструктура в Стрежевом представлена автомобильным, речным и воздушным сообщением. Ближайший речной порт Колтогорск находится в 10 км от Стрежевого на реке Обь. Ближайшая железнодорожная станция располагается в 63 км от Стрежевого, в городе Нижневартовске Ханты-Мансийского автономного округа — Югры.

Городская автобусная сеть представлена четырьмя городскими (1, 2, 3, 4) и тремя дачными (106, 108, 109) маршрутами. Автобусы работают по расписанию с интервалами от 30 минут и выше. Работают автобусы ГАЗель NEXT (город), ПАЗ-4234 и МАЗ-103 (дачи). Все маршруты обслуживает ООО «Стрежевой теплоэнергоснабжение». С 1 апреля 2021 года проезд на автобусах бесплатный. 
 Таксомоторные перевозки осуществляют около десяти служб легкового такси, проезд 100—120 рублей.
Междугороднее автобусное сообщение действует по маршрутам «Стрежевой — Нижневартовск» (№ 672) и «Стрежевой — Александровское» (без номера).
Внешний автомобильный транспорт из-за отсутствия дорог первоначально был неразвит. Положительные сдвиги наметились в 2010-х годах в связи с реализацией одного из элементов проекта Северного Широтного коридора — 30 октября 2014 года открыт капитальный мост через реку Вах (до этого для преодоления реки использовались понтонный мост и паром). Таким образом, единственная круглогодичная автодорога связывает город с соседним Ханты-Мансийским автономным округом — Югрой, в первую очередь с Нижневартовском. Вторая дорога с паромной переправой в Медведево позволяет попасть в Александровское и на основные зимники. С областным центром Томском автодорожная связь отсутствует. В холодное время года добраться до Томска можно по зимнику через Каргасок, действует также зимник через Игольско-Таловое месторождение в Новосибирскую область (так называемый «Орловский» зимник).
Речной транспорт до недавнего времени был ведущим для города по доставке грузов, с развитием автотранспорта его роль уменьшается, но сохраняется функция паромных перевозок и доставки строительных материалов, крупногабаритных грузов. Речной порт Колтогорск находится в 10 км от города. Работают пассажирские теплоходы до Каргаска, Нижневартовска и Сургута. Паромы ходят до Медведево и до Каргаска. Паром до Медведево ходит 4 раза в сутки. Паром Колтогорск — Каргасок ходит 3 раза в неделю, время в пути — сутки вниз по течению и до полутора суток при движении вверх. Заходит в Медведево, Александровское, Лукашкин Яр и другие населённые пункты. Очередь на этот паром может растягиваться на несколько суток.
Воздушный транспорт с момента основания города вплоть до открытия моста через Вах являлся ведущим средством пассажирского сообщения города с другими городами. В 1997—2000 годах в Стрежевом базировалась авиакомпания «Стрежевские авиалинии», в лётном парке которой находились самолёты Ан-24 и Як-42. Аэропорт расположен в 2 км от города, из него выполняются авиарейсы в Томск, Новосибирск, удалённые вахтовые посёлки. Пассажиропоток аэропорта небольшой — 40-50 тысяч человек в год. После упрощения дорожного сообщения с Нижневартовском жители Стрежевого начали активно летать через более развитый аэропорт этого города. В 2016—2018 годах аэропорт Стрежевого находился в состоянии банкротства. 11 июля 2011 года в окрестностях города произошла авиакатастрофа самолёта Ан-24 авиакомпании «Ангара», летевшего из Томска в Сургут, погибли семь человек.

## Жилищно-коммунальное хозяйство
Основа ЖКХ в городе — ООО «Стрежевой теплоэнергоснабжение»: в том числе газовая служба, цеха «Спецавтохозяйство», «Теплоснабжение», «Водоканал», «Жилище».

## Культура
В Стрежевом работает несколько культурных центров:
- Историко-краеведческий музей;
- Музей Томской нефти (находится в ЦДОД);
- МКУ «Библиотечно-информационная система»;
- Дворец искусств «Современник»;
- Концертный зал Детской школы искусств (открыт 02.09.2016 г.[41]);
- Дизайн театр-мод «Мистификация»;

- Клуб бального танца «Серпантин»;
- Ансамбль народного танца «Русские узоры»;
- Ансамбль современного и эстрадного танца «Сюрприз»;
- Ансамбль народной песни «Ваталинка».

День города
День города в Стрежевом формально празднуется в первую субботу сентября, однако в 2013 году он праздновался в последнюю субботу августа. Мероприятия бывают разнообразными. Это практически единственный день в году, когда в Стрежевой приезжают знаменитые всероссийские певцы и музыканты. Также из Нижневартовска приезжает Духовой оркестр, который также приезжает и на 9 мая.

## Образование
В Стрежевом 11 детских садов и 9 средних общеобразовательных школ (из них одна коррекционная, ещё одна — вечерняя(закрыта с 2023 года)), в которых учится более пяти тысяч детей (по состоянию на 2016 год).
В 1969 году начала действовать первая Стрежевская школа № 1 (и в 2012 году она стала так же первой в городе гимназией), с 1973 — № 2, с 1979 — № 3, с 1984 — № 4, с 1989 — № 5 и № 6, с 1992 — № 7, а с 1998 — № 8 (коррекционная). Также в городе есть вечерняя школа(закрыта с 2023 года), филиалы Жирновского нефтяного техникума, Томского промышленно-гуманитарного колледжа, информационно-консультационный центр ТГАСУ.
- Центр дополнительного образования детей;
- Детская школа искусств (музыкальное и художественное отделения);
- Центр экологического воспитания детей;

- Учебный центр Томскнефти, производит обучение по нефтяным специальностям;
- Частные школы развития «Сияние» и другие.

## Спорт
- Спортивно-развлекательный центр «Оскар»;
- Молодёжный оборонно-спортивный клуб «Десантник»;
- Станция юных туристов;
- Спортивно-оздоровительные комплексы «Нефтяник», «Кедр», «Буровик»;
- Стадион «Нефтяник»;
- Крытый каток с искусственным льдом «Витязь»;
- Стадион «Юность»;

В феврале 2021 года Стрежевой официально присоединился к международному движению паркран, став 54 городом России, где представлено движение.

## Религия
Храмы и другие религиозные организации:
- Церковь Святителя Николая Чудотворца
- Церковь всех Святых Сибирских
- Часовня Святого Князя Владимира
- Христианский центр Евангельской веры «Слово Жизни»
- Мечеть «Аль-Хаят»

## Средства массовой информации
Городская телерадиокомпания СТВ работает с 1989 года и является одной из первых негосударственных телекомпаний СССР. С 2020 г. эфирное телевизионное вещание в аналоговом формате на 9 ТВК прекращено и продолжается только в кабельных сетях, а также на FM-радиостанциях города.

### Газеты
- «Северная звезда» — основана в 1942 г., бывшая районная газета.
- «Томская нефть» — основана в 1991 г., корпоративная газета «Томскнефти».

## Фотогалерея
- Администрация города
- Памятник погибшим в ВОВ в Парковой зоне
- Дворец искусств «Современник»
- 3-й микрорайон
- Развлекательный центр «Планета»
- 9-й микрорайон
- Площадь Победы в День Города
- Гостница «Кедр»
- Окрестности Стрежевого
- Улица Строителей
- Центр дополнительного образования детей
- 2-й микрорайон
- Вестибюль аэропорта
- Комсомольская улица
- Коммунальная улица
- Улица Мира
- Офис «Томскнефти» на ул. Строителей, д. 206/1
- Мороз в Стрежевом
- Улица Викулова в деревне
- 3-й гостиничный городок (6-й микрорайон)